# 三原郵便局 (広島県)
三原郵便局（みはらゆうびんきょく）は、広島県三原市にある郵便局。民営化前の分類では集配普通郵便局であった。

## 概要
住所：〒723-8799 広島県三原市城町2-13-33

### 出張所（局外ATM）
民営化前は以下の場所に出張所としてATMを設置していた。現在も同じ場所にATMがあるが、管理はゆうちょ銀行広島支店となっている。
- イオン三原店内出張所（2011年2月28日ジャスコ三原店内出張所）
- フジグラン三原内出張所

## 沿革
- 1872年1月14日（明治4年12月5日） - 三原郵便取扱所として開設[1]。
- 1873年（明治6年）4月 - 三原郵便役所となる。
- 1875年（明治8年）1月1日 - 三原郵便局（四等）となる。
- 1880年（明治13年）12月25日 - 為替取扱を開始。
- 1881年（明治14年）6月15日 - 貯金取扱を開始。
- 1893年（明治26年）2月16日 - 三原郵便電信局となる。
- 1903年（明治36年）4月1日 - 通信官署官制の施行に伴い三原郵便局となる。
- 1957年（昭和32年）3月11日 - 電話通話および和文電報受付事務の取り扱いを開始[2]。
- 1968年（昭和43年）11月 - 局舎新築落成。
- 1970年（昭和45年）11月1日 - 須波郵便局[3]（〒729-21→〒723）から集配業務を移管。
- 1993年（平成5年）7月1日 - 外国通貨の両替および旅行小切手の売買に関する業務取扱を開始。
- 1997年（平成9年）11月10日 - 三原市港町から同市城町に移転。
- 1998年（平成10年）3月16日 - 糸崎郵便局（〒729-03）から集配業務を移管[4]。
- 2003年（平成15年）2月17日 - 幸崎郵便局（〒729-2299→〒729-2252）から集配業務を移管。
- 2004年（平成16年）2月23日 - 長谷郵便局（〒723-0199→〒723-0132）から集配業務を移管[5]。
- 2006年（平成18年）10月16日 - 垣内郵便局（〒722-1599→〒722-1501）、本郷郵便局（〒729-0499→〒729-0412）から集配業務を移管。
- 2007年（平成19年）10月1日 - 民営化に伴い、併設された郵便事業三原支店に一部業務を移管。
- 2012年（平成24年）10月1日 - 日本郵便株式会社発足に伴い、郵便事業三原支店を三原郵便局に統合。
- 2018年（平成30年）10月9日 - 御調郵便局から集配業務を移管。

## 取扱内容
- 郵便、印紙、ゆうパック、内容証明
- 貯金、為替、振替、振込、国際送金、外貨両替・トラベラーズチェック、国債、投資信託
- 生命保険、バイク自賠責保険、自動車保険、がん保険、引受条件緩和型医療保険
- ゆうちょ銀行ATM
- 三原市内の一部地域（旧三原市内の大部分、本郷町内の大部分）および尾道市御調町内の一部地域（〒723-00xx、723-85xx、723-86xx、723-87xx、722-03xx、722-15xx、723-01xx、729-03xx、729-04xx、729-22xx）の集配業務
- ゆうゆう窓口

## 周辺
- ジャスコ三原店
- 三原港フェリー桟橋
- 国道2号

## アクセス
- JR三原駅から徒歩約6分
- トモテツバス 大橋停留所もしくは城町停留所下車
- 山陽自動車道 三原久井ICから南へ約10km
- 国道2号三原バイパス 中之町ランプから南へ約1km
- 駐車場あり：12台